# Stotzia maxima
Stotzia maxima är en insektsart som beskrevs av Borchsenius 1957. Stotzia maxima ingår i släktet Stotzia och familjen skålsköldlöss. Inga underarter finns listade i Catalogue of Life.